# Musizierende Gesellschaft im Neuen Amsterdamer Stadthaus
Musizierende Gesellschaft im Neuen Amsterdamer Stadthaus (niederländisch: Musicerend gezelschap in een grote zaal) ist ein Gemälde (ca. 1663–1665) des niederländischen Malers Pieter de Hooch, ausgeführt in Öl auf Leinwand. Es ist ein Beispiel niederländischer Malerei des Goldenen Zeitalters und Teil der Sammlung des Museums der bildenden Künste Leipzig.

Dieses Gemälde wurde 1908 von Hofstede de Groot dokumentiert, der schrieb:
126. DIE MUSIKPARTY. deG. 34. Links in einer großen Halle, deren linker Teil dargestellt ist, sitzen drei Personen an einem Tisch, der mit einem Teppich aus Isfahan bedeckt ist, auf dem einige Orangen liegen. Ein Herr spielt Cello, ein anderer Flöte, während eine Dame singt. Der Flötenspieler sitzt ganz links hinter dem Tisch und trägt einen Schlapphut.
Der Cellospieler sitzt rechts vom Tisch, im vollen Blickfeld des Zuschauers. Er hat lange Locken und trägt Kniehosen und ein rosafarbenes Wams mit geschlitzten Ärmeln über einem weißen Hemd mit breiten Manschetten. Mit der linken Hand hebt er ein Glas und mit der rechten hält er seinen Bogen. Er sieht die Dame an, die zu seiner Rechten sitzt; sie hat ihr Musikbuch auf dem Schoß und trägt ein grünliches Mieder und einen gelben Seidenrock. Zwischen den beiden Männern steht ein Junge, hinter ihm ein Paar. Von rechts kommt ein kleiner Hund. Im Hintergrund führt eine Steintreppe durch eine Tür nach oben. Eine zweite Tür rechts zeigt einen hellen Raum, in dem ein junges Paar steht. Über diesen Türen ist eine Kopie von Raffaels Fresko „Die Schule von Athen“ in die Wand eingelassen.
Laut Dr. W. Bode stammt das Bild aus der Zeit zwischen 1662 und 1665. Seine Leinwand misst 72 × 85 Zentimeter. Beschrieben von Ch. Blanc, Le Tresor de la Curiosité, ii. 262.
Besitzer des Gemäldes waren unter anderem Pierre de Grand Pre, Paris. (16. Februar 1809, erworben für 2620 Franken, Paillet), James, London, und 1892 Thieme. Es befindet sich in der Sammlung A. Thieme in Leipzig, Nr. 45 im Katalog von 1900
Der große Saal, der linke Teil des Gemäldes, ist eine Empore des Hauptsaals des (damaligen) Neuen Amsterdamer Stadthauses, heute Königspalast von Amsterdam. Das Gemälde im Hintergrund ist eine Fantasie-Version des Freskos „Die Schule von Athen“ von Raffael, aber in der Realität befand sich hier ein anderes Fresko. Die Empore ist möglicherweise die in der südöstlichen Ecke in der Nähe des Standesamtes, da dort drei Paare zu sehen sind. Möglicherweise soll der rechte Gang das eigentliche Standesamt sein.

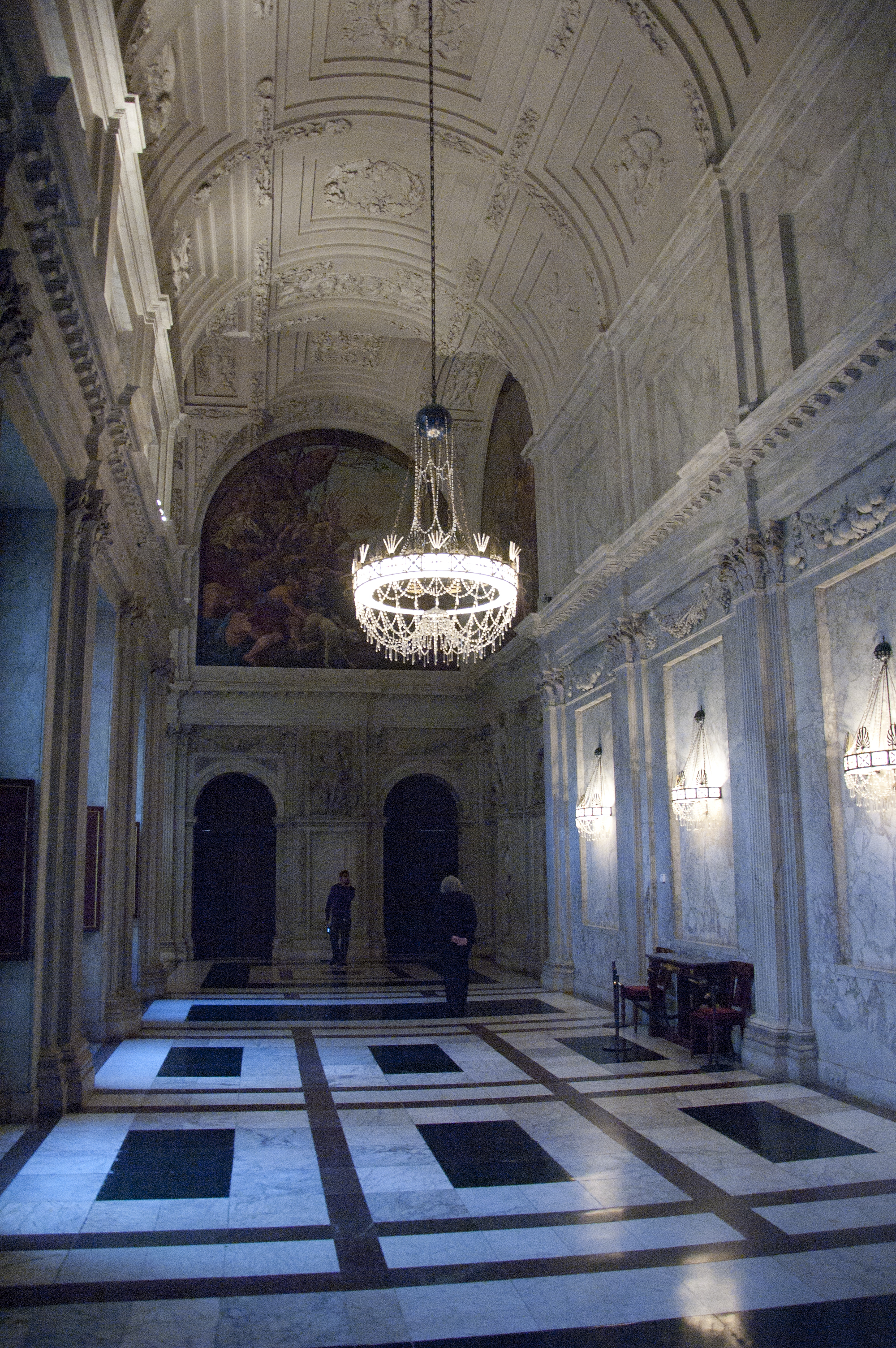
Aktuelle Innenaufnahme des Paleis op de Dam

De Hooch schuf mindestens zwei weitere Gemälde mit Innen-Szenen des Neuen Amsterdamer Stadthauses:

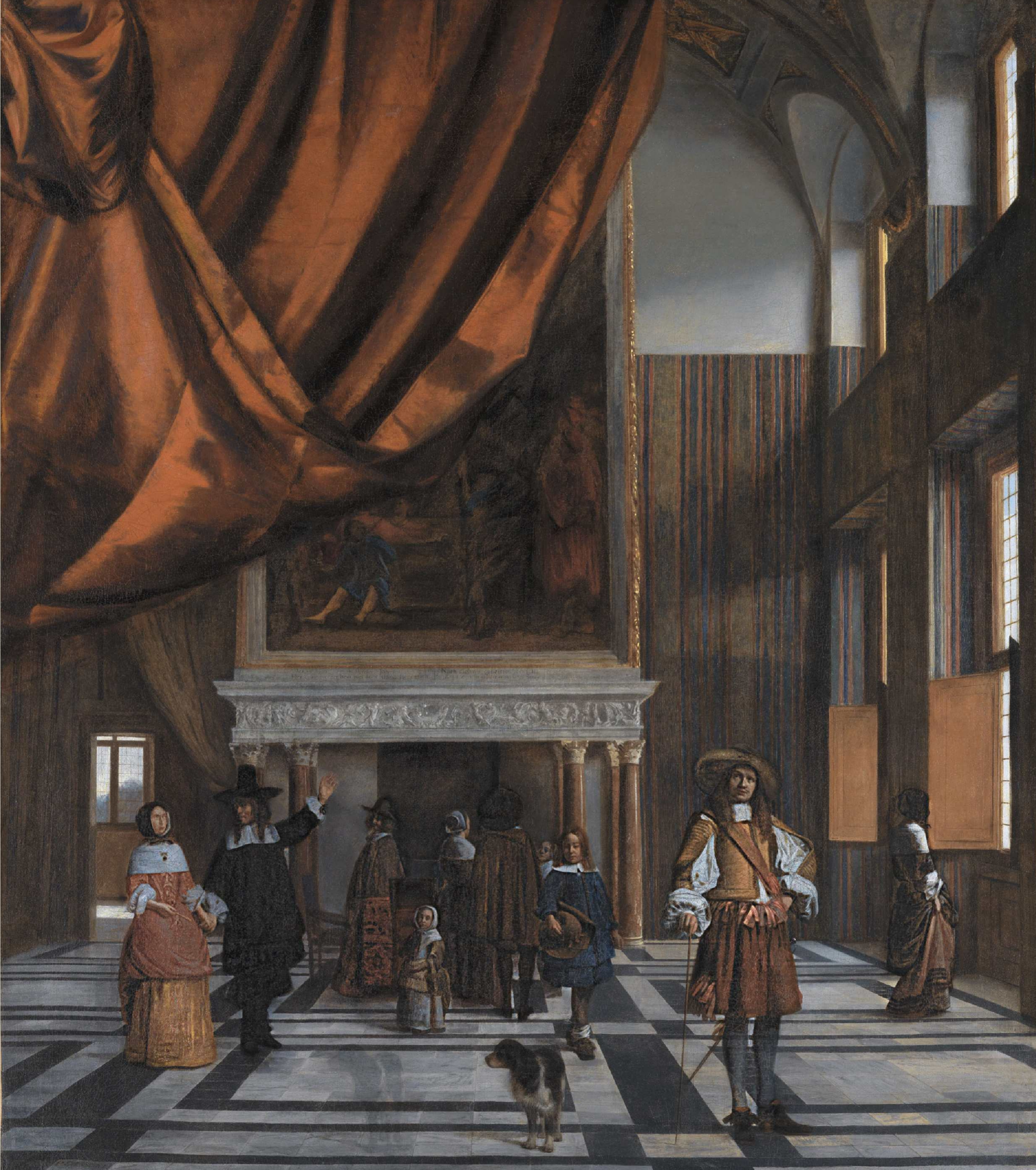
Der Ratssaal im Stadthaus von Amsterdam im Museo Thyssen-Bornemisza, Madrid
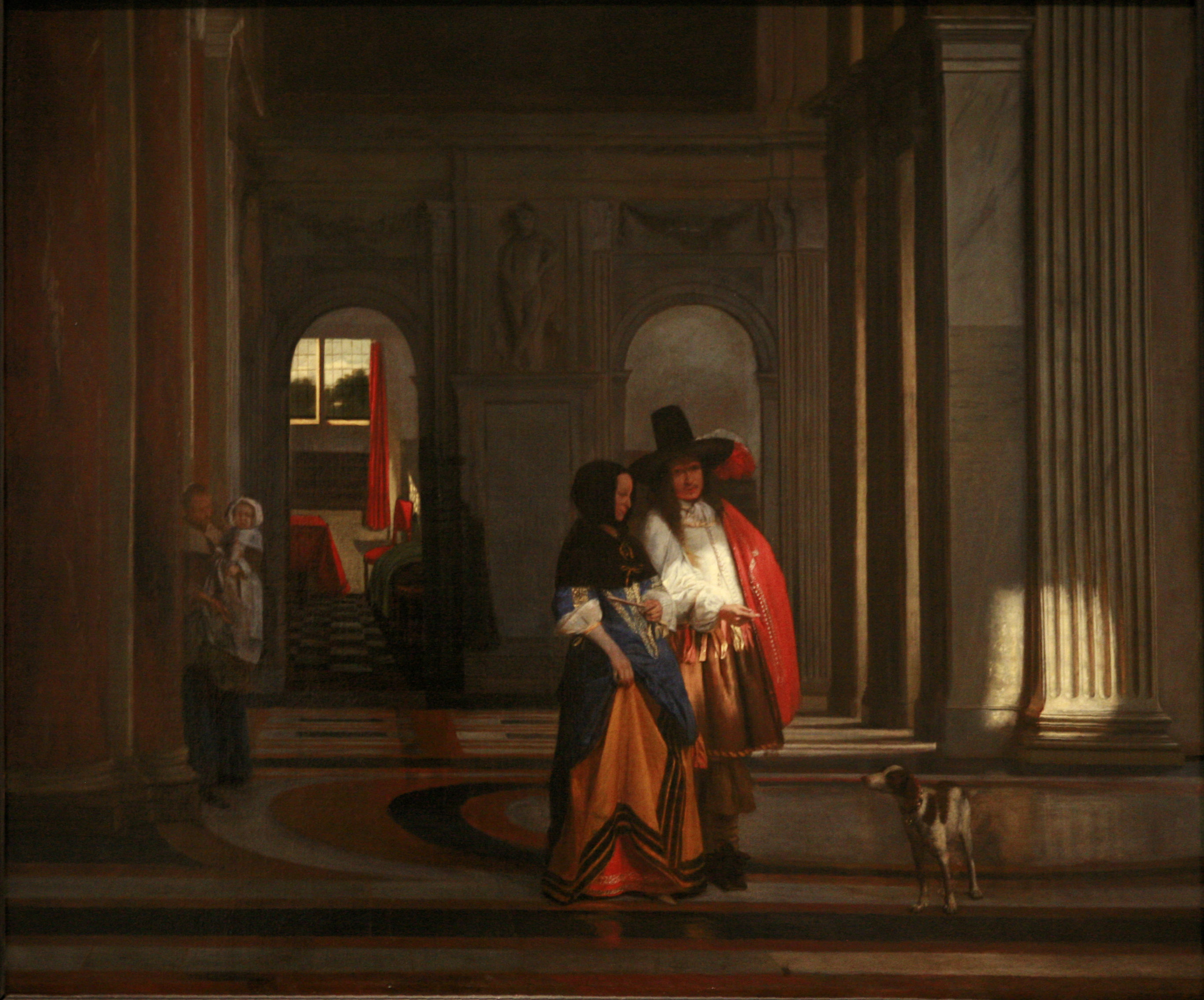
Spaziergang im Amsterdamer Stadthaus im Musée des Beaux-Arts de Strasbourg